# 사폭류
4폭류(四暴流, 四瀑流)는 다음의 분류, 그룹 또는 체계의 한 요소이다.
- 모든 번뇌를 분류하는 여러 가지 번뇌 분류법 가운데 하나이다.
- 3루(三漏) · 4액(四軛) · 4취(四取) · 7사(七使) 등과 더불어 《아함경》 등의 초기불교 경전에 나타나는, 모든 번뇌에 대한 번뇌 분류법으로, 불교 일반에서 사용되는 번뇌 분류법이다.

4폭류(四暴流)는 욕폭류(欲暴流) · 유폭류(有暴流) · 견폭류(見暴流) · 무명폭류(無明暴流)를 말한다. 폭류(暴流, 산스크리트어: ogha)는 폭류(瀑流)라고도 하는데 번뇌의 다른 말이다. 폭류(暴流)의 한자어 문자 그대로의 뜻은 사나운 흐름이고 폭류(瀑流)의 한자어 문자 그대로의 뜻은 폭포수 또는 폭포수 같은 흐름이다. 홍수나 폭포수와 같은 사나운 흐름처럼 번뇌가 극심하게 선(善)을 유실하게 한다는 것을 뜻한다. 4폭류는 이러한 폭류(暴流, 瀑流)의 뜻에서 모든 번뇌를 4유형 또는 4그룹으로 구분한 것이다.
4류(四流) · 4대폭하(四大暴河) · 4폭하(四瀑河)라고도 하는데, 각각의 한자어 문자 그대로의 뜻은 4가지 흐름 · 4가지 사나운 홍수 · 4가지 폭포수이다. 4류라고 할 때 각각을 욕류(欲流) · 유류(有流) · 견류(見流) · 무명류(無明流)라고 한다.
욕폭류(欲暴流)는 견(見)과 무명(無明)을 제외한 욕계의 모든 번뇌를 하나의 그룹으로 설정한 것이다.
유폭류(有暴流)는 견(見)과 무명(無明)을 제외한 색계 · 무색계의 상2계의 모든 번뇌를 하나의 그룹으로 설정한 것이다.
견폭류(見暴流)는 3계의 견(見)을 따로 떼어 하나의 그룹으로 설정한 것이다. 이렇게 한 이유는 견은 그 성질이 지극히 날카로워 '폭류(暴流)' 즉 '사나운 흐름'이라는 뜻에 부합하기 때문이다.
무명폭류(無明暴流)는 3계의 무명(無明)을 따로 떼어 하나의 그룹으로 설정한 것이다. 이렇게 한 이유는 무명은 능히 모든 유(有) 즉 존재의 근본이 되기 때문이다. 즉, 무명은 그 자체만으로 능히 생사윤회의 근본이 되는데 이와 같이 무명의 과환(過患)이 특히 뛰어나다는 사실을 나타내기 위해서 별도의 그룹으로 설정한 것이다.

## 4폭류
4폭류(四暴流, 산스크리트어: catvāra oghāh: 4가지 사나운 흐름)는 욕폭류(欲暴流) · 유폭류(有暴流) · 견폭류(見暴流) · 무명폭류(無明暴流)를 말하는데, 《구사론》 제20권에 기술된 부파불교의 설일체유부의 번뇌론에 따르면 98수면(九十八隨眠)과 10전(十纏)을 합한 108번뇌를 4그룹으로 구분한 것이다. 98수면은 설일체유부의 번뇌론에서의 근본번뇌의 총 개수이고, 10전은 설일체유부의 번뇌론에서의 19가지 수번뇌 가운데 특정한 10가지를 말한다.
먼저, 무명폭류(無明暴流)는 3계의 무명(無明)을 따로 떼어내서 하나의 그룹으로 삼은 것이다. 그리고 견폭류(見暴流)는 다시 3계의 견(見)을 따로 떼어내서 하나의 그룹으로 삼은 것이다. 이렇게 하는 이유는 견(見)의 성질이 날카롭기 때문에 '폭류(暴流: 사나운 흐름 또는 폭포수 같은 흐름)'라는 관점에서 볼 때 별도로 취급하는 것이 타당하다고 보기 때문이다. 그리고 나머지 번뇌들, 즉 탐(貪) · 진(瞋) · 만(慢) · 의(疑)와 10전(十纏)을 욕계에 속한 것과 색계 · 무색계의 상2계에 속한 것으로 나누어 전자를 욕폭류(欲暴流) 그룹으로 삼고 후자를 유폭류(有暴流) 그룹으로 삼는다.
그런데, 설일체유부의 번뇌론에 따르면 10전은 모두 욕계에 속한 것으로 보며 따라서 욕폭류(欲暴流)에 속한다. 이것은 10전 가운데 혼침(惛沈)과 도거(掉擧)의 2가지가 비록 색계와 무색계에도 존재하기는 하지만, 전체적으로 보아서 10가지 중에 2가지이므로 그 수가 적고, 또한 색계와 무색계에서의 혼침(惛沈)과 도거(掉擧)는 자력으로 일어나는 것[自在轉]이 아니기 때문이다.

### 욕폭류

#### 설일체유부 29가지
부파불교의 설일체유부의 논서 《구사론》 제20권에 따르면 욕폭류(欲暴流)는 욕계의 탐(貪) · 진(瞋) · 만(慢) · 의(疑)의 근본번뇌 19가지와 수번뇌에 속한 10전(十纏)을 합한 총 29가지 번뇌를 말한다.
욕폭류(欲暴流)에 속한 19가지 근본번뇌 즉 19가지 수면(隨眠)은 아래 '98수면 표'에서 빨강으로 표시된 것들이다. 98수면은 설일체유부의 번뇌론에서의 근본번뇌의 총 개수이다.
|                                      | 3계 5부  | 욕계                                                                   | 색계                                                             | 무색계                                                           |        |
| ------------------------------------ | -------- | ---------------------------------------------------------------------- | ---------------------------------------------------------------- | ---------------------------------------------------------------- | ------ |
| 견소단·견혹· 분별기·미리혹 (88)      | 견고소단 | 탐 · 진 · 만 · 무명 · 유신견 · 변집견 · 사견 · 견취 · 계금취 · 의 (10) | 탐 · 만 · 무명 · 유신견 · 변집견 · 사견 · 견취 · 계금취 · 의 (9) | 탐 · 만 · 무명 · 유신견 · 변집견 · 사견 · 견취 · 계금취 · 의 (9) | 28가지 |
| 견소단·견혹· 분별기·미리혹 (88)      | 견집소단 | 탐 · 진 · 만 · 무명 · 사견 · 견취 · 의 (7)                             | 탐 · 만 · 무명 · 사견 · 견취 · 의 (6)                            | 탐 · 만 · 무명 · 사견 · 견취 · 의 (6)                            | 19가지 |
| 견소단·견혹· 분별기·미리혹 (88)      | 견멸소단 | 탐 · 진 · 만 · 무명 · 사견 · 견취 · 의 (7)                             | 탐 · 만 · 무명 · 사견 · 견취 · 의 (6)                            | 탐 · 만 · 무명 · 사견 · 견취 · 의 (6)                            | 19가지 |
| 견소단·견혹· 분별기·미리혹 (88)      | 견도소단 | 탐 · 진 · 만 · 무명 · 사견 · 견취 · 계금취 · 의 (8)                    | 탐 · 만 · 무명 · 사견 · 견취 · 계금취 · 의 (7)                   | 탐 · 만 · 무명 · 사견 · 견취 · 계금취 · 의 (7)                   | 22가지 |
| 수소단·수혹·사혹· 구생기·미사혹 (10) | 수도소단 | 탐 · 진 · 만 · 무명 (4)                                                | 탐 · 만 · 무명 (3)                                               | 탐 · 만 · 무명 (3)                                               | 10가지 |
|                                      |          | 36가지                                                                 | 31가지                                                           | 31가지                                                           | 98가지 |

《구사론》 제21권에 따르면, 10전(十纏)은 다음의 10가지 수번뇌이다.
1. 무참(無慚): 죄과를 범하고도 스스로에 대해 부끄럽게 여기지 않음
2. 무괴(無愧): 죄과를 범하고도 남에 대해 부끄럽게 여기지 않음
3. 질(嫉): 질투, 다른 이의 좋은 일에 대해 기뻐하지 못함
4. 간(慳): 재물이나 교법에 매우 인색함
5. 회(悔): 지나친 후회(後悔) 또는 추회(追悔), 악작(惡作)
6. 면(眠): 수면(睡眠), 잠, 암매(闇昧: 흐리멍덩함, 어리석고 몽매함), 게으름
7. 도거(掉舉): 들뜸, 불안정, 산란
8. 혼침(惛沈): 침울, 무기력
9. 분(忿): 분노(憤怒: 분개하여 몹시 성을 냄), 격노
10. 부(覆): 죄과를 은폐함

#### 유식유가행파 29가지
대승불교의 유식유가행파의 128근본번뇌의 번뇌론에 따라 욕폭류(欲暴流)를 헤아리면, 욕계의 탐(貪) · 진(瞋) · 만(慢) · 의(疑)의 근본번뇌 19가지와 수번뇌에 속한 10전(十纏)을 합한 총 29가지 번뇌가 있다. 이 개수는 설일체유부의 98수면의 번뇌론에 따른 경우와 그 수가 동일하다.
|                                      | 3계 5부  | 욕계                                                                   | 색계                                                             | 무색계                                                           |         |
| ------------------------------------ | -------- | ---------------------------------------------------------------------- | ---------------------------------------------------------------- | ---------------------------------------------------------------- | ------- |
| 견소단·견혹· 분별기·미리혹 (112)     | 견고소단 | 탐 · 진 · 만 · 무명 · 유신견 · 변집견 · 사견 · 견취 · 계금취 · 의 (10) | 탐 · 만 · 무명 · 유신견 · 변집견 · 사견 · 견취 · 계금취 · 의 (9) | 탐 · 만 · 무명 · 유신견 · 변집견 · 사견 · 견취 · 계금취 · 의 (9) | 28가지  |
| 견소단·견혹· 분별기·미리혹 (112)     | 견집소단 | 탐 · 진 · 만 · 무명 · 유신견 · 변집견 · 사견 · 견취 · 계금취 · 의 (10) | 탐 · 만 · 무명 · 유신견 · 변집견 · 사견 · 견취 · 계금취 · 의 (9) | 탐 · 만 · 무명 · 유신견 · 변집견 · 사견 · 견취 · 계금취 · 의 (9) | 28가지  |
| 견소단·견혹· 분별기·미리혹 (112)     | 견멸소단 | 탐 · 진 · 만 · 무명 · 유신견 · 변집견 · 사견 · 견취 · 계금취 · 의 (10) | 탐 · 만 · 무명 · 유신견 · 변집견 · 사견 · 견취 · 계금취 · 의 (9) | 탐 · 만 · 무명 · 유신견 · 변집견 · 사견 · 견취 · 계금취 · 의 (9) | 28가지  |
| 견소단·견혹· 분별기·미리혹 (112)     | 견도소단 | 탐 · 진 · 만 · 무명 · 유신견 · 변집견 · 사견 · 견취 · 계금취 · 의 (10) | 탐 · 만 · 무명 · 유신견 · 변집견 · 사견 · 견취 · 계금취 · 의 (9) | 탐 · 만 · 무명 · 유신견 · 변집견 · 사견 · 견취 · 계금취 · 의 (9) | 28가지  |
| 수소단·수혹·사혹· 구생기·미사혹 (16) | 수도소단 | 탐 · 진 · 만 · 무명 · 유신견 · 변집견 (6)                              | 탐 · 만 · 무명 · 유신견 · 변집견 (5)                             | 탐 · 만 · 무명 · 유신견 · 변집견 (5)                             | 16가지  |
|                                      |          | 46가지                                                                 | 41가지                                                           | 41가지                                                           | 128가지 |

### 유폭류

#### 설일체유부 28가지
부파불교의 설일체유부의 논서 《구사론》 제20권에 따르면 유폭류(有暴流)는 색계 · 무색계의 탐(貪) · 만(慢) · 의(疑)의 근본번뇌 28가지를 말한다.
유폭류(有暴流)를 구성하는 28가지 근본번뇌 즉 28가지 수면(隨眠)은 아래 '98수면 표'에서 빨강으로 표시된 것들이다. 98수면은 설일체유부의 번뇌론에서의 근본번뇌의 총 개수이다.
|                                      | 3계 5부  | 욕계                                                                   | 색계                                                             | 무색계                                                           |        |
| ------------------------------------ | -------- | ---------------------------------------------------------------------- | ---------------------------------------------------------------- | ---------------------------------------------------------------- | ------ |
| 견소단·견혹· 분별기·미리혹 (88)      | 견고소단 | 탐 · 진 · 만 · 무명 · 유신견 · 변집견 · 사견 · 견취 · 계금취 · 의 (10) | 탐 · 만 · 무명 · 유신견 · 변집견 · 사견 · 견취 · 계금취 · 의 (9) | 탐 · 만 · 무명 · 유신견 · 변집견 · 사견 · 견취 · 계금취 · 의 (9) | 28가지 |
| 견소단·견혹· 분별기·미리혹 (88)      | 견집소단 | 탐 · 진 · 만 · 무명 · 사견 · 견취 · 의 (7)                             | 탐 · 만 · 무명 · 사견 · 견취 · 의 (6)                            | 탐 · 만 · 무명 · 사견 · 견취 · 의 (6)                            | 19가지 |
| 견소단·견혹· 분별기·미리혹 (88)      | 견멸소단 | 탐 · 진 · 만 · 무명 · 사견 · 견취 · 의 (7)                             | 탐 · 만 · 무명 · 사견 · 견취 · 의 (6)                            | 탐 · 만 · 무명 · 사견 · 견취 · 의 (6)                            | 19가지 |
| 견소단·견혹· 분별기·미리혹 (88)      | 견도소단 | 탐 · 진 · 만 · 무명 · 사견 · 견취 · 계금취 · 의 (8)                    | 탐 · 만 · 무명 · 사견 · 견취 · 계금취 · 의 (7)                   | 탐 · 만 · 무명 · 사견 · 견취 · 계금취 · 의 (7)                   | 22가지 |
| 수소단·수혹·사혹· 구생기·미사혹 (10) | 수도소단 | 탐 · 진 · 만 · 무명 (4)                                                | 탐 · 만 · 무명 (3)                                               | 탐 · 만 · 무명 (3)                                               | 10가지 |
|                                      |          | 36가지                                                                 | 31가지                                                           | 31가지                                                           | 98가지 |

#### 유식유가행파 28가지
대승불교의 유식유가행파의 128근본번뇌의 번뇌론에 따라 유폭류(有暴流)를 헤아리면, 색계 · 무색계의 탐(貪) · 만(慢) · 의(疑)의 근본번뇌 28가지가 있다. 이 개수는 설일체유부의 98수면의 번뇌론에 따른 경우와 그 수가 동일하다.
|                                      | 3계 5부  | 욕계                                                                   | 색계                                                             | 무색계                                                           |         |
| ------------------------------------ | -------- | ---------------------------------------------------------------------- | ---------------------------------------------------------------- | ---------------------------------------------------------------- | ------- |
| 견소단·견혹· 분별기·미리혹 (112)     | 견고소단 | 탐 · 진 · 만 · 무명 · 유신견 · 변집견 · 사견 · 견취 · 계금취 · 의 (10) | 탐 · 만 · 무명 · 유신견 · 변집견 · 사견 · 견취 · 계금취 · 의 (9) | 탐 · 만 · 무명 · 유신견 · 변집견 · 사견 · 견취 · 계금취 · 의 (9) | 28가지  |
| 견소단·견혹· 분별기·미리혹 (112)     | 견집소단 | 탐 · 진 · 만 · 무명 · 유신견 · 변집견 · 사견 · 견취 · 계금취 · 의 (10) | 탐 · 만 · 무명 · 유신견 · 변집견 · 사견 · 견취 · 계금취 · 의 (9) | 탐 · 만 · 무명 · 유신견 · 변집견 · 사견 · 견취 · 계금취 · 의 (9) | 28가지  |
| 견소단·견혹· 분별기·미리혹 (112)     | 견멸소단 | 탐 · 진 · 만 · 무명 · 유신견 · 변집견 · 사견 · 견취 · 계금취 · 의 (10) | 탐 · 만 · 무명 · 유신견 · 변집견 · 사견 · 견취 · 계금취 · 의 (9) | 탐 · 만 · 무명 · 유신견 · 변집견 · 사견 · 견취 · 계금취 · 의 (9) | 28가지  |
| 견소단·견혹· 분별기·미리혹 (112)     | 견도소단 | 탐 · 진 · 만 · 무명 · 유신견 · 변집견 · 사견 · 견취 · 계금취 · 의 (10) | 탐 · 만 · 무명 · 유신견 · 변집견 · 사견 · 견취 · 계금취 · 의 (9) | 탐 · 만 · 무명 · 유신견 · 변집견 · 사견 · 견취 · 계금취 · 의 (9) | 28가지  |
| 수소단·수혹·사혹· 구생기·미사혹 (16) | 수도소단 | 탐 · 진 · 만 · 무명 · 유신견 · 변집견 (6)                              | 탐 · 만 · 무명 · 유신견 · 변집견 (5)                             | 탐 · 만 · 무명 · 유신견 · 변집견 (5)                             | 16가지  |
|                                      |          | 46가지                                                                 | 41가지                                                           | 41가지                                                           | 128가지 |

### 견폭류

#### 설일체유부 36가지
부파불교의 설일체유부의 논서 《구사론》 제20권에 따르면 견폭류(見暴流)는 3계의 견(見)의 근본번뇌 36가지, 즉 3계의 유신견(有身見) · 변집견(邊執見) · 사견(邪見) · 견취(見取) · 계금취(戒禁取)의 근본번뇌 36가지를 말한다. 달리 말하면, 욕계의 12가지 견, 색계의 12가지 견, 무색계의 12가지 견을 합한 총 36가지이다.
견폭류(見暴流)를 구성하는 36가지 근본번뇌 즉 36가지 수면(隨眠)은 아래 '98수면 표'에서 빨강으로 표시된 것들이다. 98수면은 설일체유부의 번뇌론에서의 근본번뇌의 총 개수이다.
|                                      | 3계 5부  | 욕계                                                                   | 색계                                                             | 무색계                                                           |        |
| ------------------------------------ | -------- | ---------------------------------------------------------------------- | ---------------------------------------------------------------- | ---------------------------------------------------------------- | ------ |
| 견소단·견혹· 분별기·미리혹 (88)      | 견고소단 | 탐 · 진 · 만 · 무명 · 유신견 · 변집견 · 사견 · 견취 · 계금취 · 의 (10) | 탐 · 만 · 무명 · 유신견 · 변집견 · 사견 · 견취 · 계금취 · 의 (9) | 탐 · 만 · 무명 · 유신견 · 변집견 · 사견 · 견취 · 계금취 · 의 (9) | 28가지 |
| 견소단·견혹· 분별기·미리혹 (88)      | 견집소단 | 탐 · 진 · 만 · 무명 · 사견 · 견취 · 의 (7)                             | 탐 · 만 · 무명 · 사견 · 견취 · 의 (6)                            | 탐 · 만 · 무명 · 사견 · 견취 · 의 (6)                            | 19가지 |
| 견소단·견혹· 분별기·미리혹 (88)      | 견멸소단 | 탐 · 진 · 만 · 무명 · 사견 · 견취 · 의 (7)                             | 탐 · 만 · 무명 · 사견 · 견취 · 의 (6)                            | 탐 · 만 · 무명 · 사견 · 견취 · 의 (6)                            | 19가지 |
| 견소단·견혹· 분별기·미리혹 (88)      | 견도소단 | 탐 · 진 · 만 · 무명 · 사견 · 견취 · 계금취 · 의 (8)                    | 탐 · 만 · 무명 · 사견 · 견취 · 계금취 · 의 (7)                   | 탐 · 만 · 무명 · 사견 · 견취 · 계금취 · 의 (7)                   | 22가지 |
| 수소단·수혹·사혹· 구생기·미사혹 (10) | 수도소단 | 탐 · 진 · 만 · 무명 (4)                                                | 탐 · 만 · 무명 (3)                                               | 탐 · 만 · 무명 (3)                                               | 10가지 |
|                                      |          | 36가지                                                                 | 31가지                                                           | 31가지                                                           | 98가지 |

#### 유식유가행파 66가지
대승불교의 유식유가행파의 128근본번뇌의 번뇌론에 따라 견폭류(見暴流)를 헤아리면, 3계의 견(見)의 근본번뇌 66가지, 즉 3계의 유신견(有身見) · 변집견(邊執見) · 사견(邪見) · 견취(見取) · 계금취(戒禁取)의 근본번뇌 66가지가 있다. 달리 말하면, 욕계의 22가지 견, 색계의 22가지 견, 무색계의 22가지 견을 합한 총 66가지이다. 이 개수는 설일체유부의 98수면의 번뇌론에 따른 경우에서의 36가지에 비해 30가지가 더 많다.
|                                      | 3계 5부  | 욕계                                                                   | 색계                                                             | 무색계                                                           |         |
| ------------------------------------ | -------- | ---------------------------------------------------------------------- | ---------------------------------------------------------------- | ---------------------------------------------------------------- | ------- |
| 견소단·견혹· 분별기·미리혹 (112)     | 견고소단 | 탐 · 진 · 만 · 무명 · 유신견 · 변집견 · 사견 · 견취 · 계금취 · 의 (10) | 탐 · 만 · 무명 · 유신견 · 변집견 · 사견 · 견취 · 계금취 · 의 (9) | 탐 · 만 · 무명 · 유신견 · 변집견 · 사견 · 견취 · 계금취 · 의 (9) | 28가지  |
| 견소단·견혹· 분별기·미리혹 (112)     | 견집소단 | 탐 · 진 · 만 · 무명 · 유신견 · 변집견 · 사견 · 견취 · 계금취 · 의 (10) | 탐 · 만 · 무명 · 유신견 · 변집견 · 사견 · 견취 · 계금취 · 의 (9) | 탐 · 만 · 무명 · 유신견 · 변집견 · 사견 · 견취 · 계금취 · 의 (9) | 28가지  |
| 견소단·견혹· 분별기·미리혹 (112)     | 견멸소단 | 탐 · 진 · 만 · 무명 · 유신견 · 변집견 · 사견 · 견취 · 계금취 · 의 (10) | 탐 · 만 · 무명 · 유신견 · 변집견 · 사견 · 견취 · 계금취 · 의 (9) | 탐 · 만 · 무명 · 유신견 · 변집견 · 사견 · 견취 · 계금취 · 의 (9) | 28가지  |
| 견소단·견혹· 분별기·미리혹 (112)     | 견도소단 | 탐 · 진 · 만 · 무명 · 유신견 · 변집견 · 사견 · 견취 · 계금취 · 의 (10) | 탐 · 만 · 무명 · 유신견 · 변집견 · 사견 · 견취 · 계금취 · 의 (9) | 탐 · 만 · 무명 · 유신견 · 변집견 · 사견 · 견취 · 계금취 · 의 (9) | 28가지  |
| 수소단·수혹·사혹· 구생기·미사혹 (16) | 수도소단 | 탐 · 진 · 만 · 무명 · 유신견 · 변집견 (6)                              | 탐 · 만 · 무명 · 유신견 · 변집견 (5)                             | 탐 · 만 · 무명 · 유신견 · 변집견 (5)                             | 16가지  |
|                                      |          | 46가지                                                                 | 41가지                                                           | 41가지                                                           | 128가지 |

### 무명폭류

#### 설일체유부 15가지
부파불교의 설일체유부의 논서 《구사론》 제20권에 따르면 무명폭류(無明暴流)는 3계의 무명(無明)의 근본번뇌 15가지를 말한다. 달리 말하면, 욕계의 5가지 무명, 색계의 5가지 무명, 무색계의 5가지 무명을 합한 총 15가지이다.
무명폭류(無明暴流)를 구성하는 15가지 근본번뇌 즉 15가지 수면(隨眠)은 아래 '98수면 표'에서 빨강으로 표시된 것들이다. 98수면은 설일체유부의 번뇌론에서의 근본번뇌의 총 개수이다.
|                                      | 3계 5부  | 욕계                                                                   | 색계                                                             | 무색계                                                           |        |
| ------------------------------------ | -------- | ---------------------------------------------------------------------- | ---------------------------------------------------------------- | ---------------------------------------------------------------- | ------ |
| 견소단·견혹· 분별기·미리혹 (88)      | 견고소단 | 탐 · 진 · 만 · 무명 · 유신견 · 변집견 · 사견 · 견취 · 계금취 · 의 (10) | 탐 · 만 · 무명 · 유신견 · 변집견 · 사견 · 견취 · 계금취 · 의 (9) | 탐 · 만 · 무명 · 유신견 · 변집견 · 사견 · 견취 · 계금취 · 의 (9) | 28가지 |
| 견소단·견혹· 분별기·미리혹 (88)      | 견집소단 | 탐 · 진 · 만 · 무명 · 사견 · 견취 · 의 (7)                             | 탐 · 만 · 무명 · 사견 · 견취 · 의 (6)                            | 탐 · 만 · 무명 · 사견 · 견취 · 의 (6)                            | 19가지 |
| 견소단·견혹· 분별기·미리혹 (88)      | 견멸소단 | 탐 · 진 · 만 · 무명 · 사견 · 견취 · 의 (7)                             | 탐 · 만 · 무명 · 사견 · 견취 · 의 (6)                            | 탐 · 만 · 무명 · 사견 · 견취 · 의 (6)                            | 19가지 |
| 견소단·견혹· 분별기·미리혹 (88)      | 견도소단 | 탐 · 진 · 만 · 무명 · 사견 · 견취 · 계금취 · 의 (8)                    | 탐 · 만 · 무명 · 사견 · 견취 · 계금취 · 의 (7)                   | 탐 · 만 · 무명 · 사견 · 견취 · 계금취 · 의 (7)                   | 22가지 |
| 수소단·수혹·사혹· 구생기·미사혹 (10) | 수도소단 | 탐 · 진 · 만 · 무명 (4)                                                | 탐 · 만 · 무명 (3)                                               | 탐 · 만 · 무명 (3)                                               | 10가지 |
|                                      |          | 36가지                                                                 | 31가지                                                           | 31가지                                                           | 98가지 |

#### 유식유가행파 15가지
대승불교의 유식유가행파의 128근본번뇌의 번뇌론에 따라 무명폭류(無明暴流)를 헤아리면, 3계의 무명(無明)의 근본번뇌 15가지가 있다. 이 개수는 설일체유부의 98수면의 번뇌론에 따른 경우와 그 수가 동일하다.
|                                      | 3계 5부  | 욕계                                                                   | 색계                                                             | 무색계                                                           |         |
| ------------------------------------ | -------- | ---------------------------------------------------------------------- | ---------------------------------------------------------------- | ---------------------------------------------------------------- | ------- |
| 견소단·견혹· 분별기·미리혹 (112)     | 견고소단 | 탐 · 진 · 만 · 무명 · 유신견 · 변집견 · 사견 · 견취 · 계금취 · 의 (10) | 탐 · 만 · 무명 · 유신견 · 변집견 · 사견 · 견취 · 계금취 · 의 (9) | 탐 · 만 · 무명 · 유신견 · 변집견 · 사견 · 견취 · 계금취 · 의 (9) | 28가지  |
| 견소단·견혹· 분별기·미리혹 (112)     | 견집소단 | 탐 · 진 · 만 · 무명 · 유신견 · 변집견 · 사견 · 견취 · 계금취 · 의 (10) | 탐 · 만 · 무명 · 유신견 · 변집견 · 사견 · 견취 · 계금취 · 의 (9) | 탐 · 만 · 무명 · 유신견 · 변집견 · 사견 · 견취 · 계금취 · 의 (9) | 28가지  |
| 견소단·견혹· 분별기·미리혹 (112)     | 견멸소단 | 탐 · 진 · 만 · 무명 · 유신견 · 변집견 · 사견 · 견취 · 계금취 · 의 (10) | 탐 · 만 · 무명 · 유신견 · 변집견 · 사견 · 견취 · 계금취 · 의 (9) | 탐 · 만 · 무명 · 유신견 · 변집견 · 사견 · 견취 · 계금취 · 의 (9) | 28가지  |
| 견소단·견혹· 분별기·미리혹 (112)     | 견도소단 | 탐 · 진 · 만 · 무명 · 유신견 · 변집견 · 사견 · 견취 · 계금취 · 의 (10) | 탐 · 만 · 무명 · 유신견 · 변집견 · 사견 · 견취 · 계금취 · 의 (9) | 탐 · 만 · 무명 · 유신견 · 변집견 · 사견 · 견취 · 계금취 · 의 (9) | 28가지  |
| 수소단·수혹·사혹· 구생기·미사혹 (16) | 수도소단 | 탐 · 진 · 만 · 무명 · 유신견 · 변집견 (6)                              | 탐 · 만 · 무명 · 유신견 · 변집견 (5)                             | 탐 · 만 · 무명 · 유신견 · 변집견 (5)                             | 16가지  |
|                                      |          | 46가지                                                                 | 41가지                                                           | 41가지                                                           | 128가지 |

## 경론별 설명

### 잡아함경
《잡아함경》 제18권 제490경 〈염부차경(閻浮車經)〉에서, 사리불은 외도의 수행자인 염부차의 물음에 대한 답에서 유(流) 즉 흐름이란 욕류(欲流) · 유류(有流) · 견류(見流) · 무명류(無明流)의 4류(四流)를 말한다고 설명하고 있다. 또한, 유(流) 즉 흐름을 끊을 수 있는 길이 8정도(八正道)라고 말하고 있다.
 閻浮車問舍利弗。所謂流者。云何為流。　舍利弗言。流者。謂欲流．有流．見流．無明流。　復問。舍利弗。有道有向。修習多修習。斷此流耶。　舍利弗言。有。謂八正道。正見。乃至正定。　時。二正士共論議已。各從座起而去。

 
염부차가 사리불에게 물었다.

흐름[流]이라고 말들 하는데 어떤 것을 흐름이라 합니까?

사리불이 말하였다.

흐름[流]이라는 것은 이른바 욕류(欲流) · 유류(有流) · 견류(見流) · 무명류(無明流)입니다.

또 물었다.

사리불이여, 닦아 익히고 많이 닦아 익히면 흐름을 끊을 수 있는 길이 있고 방법이 있습니까?

사리불이 말하였다.

있습니다. 이른바 8정도이니, 즉 바른 소견과……(내지)……바른 선정입니다.

그 때 두 정사(正士)는 서로 논의를 마치고 각각 자리에서 일어나 떠나갔다.
 — 《잡아함경》 제18권 제490경 〈염부차경(閻浮車經)〉. 한문본 & 한글본

### 구사론
부파불교의 설일체유부의 논서 《구사론》 제20권에 따르면,
《아함경》 등의 불교 경전에서는 수면(隨眠)과 전(纏), 즉 근본번뇌와 근본번뇌를 따라 일어난 수번뇌, 즉 모든 번뇌를 통칭하여 누(漏) · 폭류(瀑流) · 액(軛) 또는 취(取)라고도 한다.
여기서, 누(漏, 산스크리트어: asrava)는 욕루(欲漏) · 유루(有漏) · 무명루(無明漏)의 3루(三漏)를 말한다.
폭류(瀑流, 산스크리트어: ogha)는 욕폭류(欲瀑流) · 유폭류(有瀑流) · 견폭류(見瀑流) · 무명폭류(無明瀑流)의 4폭류(四瀑流)를 말한다.
액(軛, 산스크리트어: yoga)은 욕액(欲軛) · 유액(有軛) · 견액(見軛) · 무명액(無明軛)의 4액(四軛)을 말하는데, 4폭류(四瀑流)와 동일한 것이다.
취(取)는 욕취(欲取) · 견취(見取) · 계금취(戒禁取) · 아어취(我語取)의 4취(四取)를 말한다.
《구사론》에 따르면, 4폭류는 먼저 욕루(欲漏) · 유루(有漏) · 무명루(無明漏)의 3루를 설정한 후, 욕루 · 유루에서 견(見)에 해당하는 번뇌들을 따로 떼어냄으로써 성립된 것이다. 즉, 욕루에서 견을 제외한 것이 욕폭류(欲瀑流)이고, 유루에서 견을 제외한 것이 유폭류(有瀑流)이며, 3계의 견이 견폭류(見瀑流)이며, 무명루는 그대로 무명폭류(無明瀑流)이다.
《구사론》에 따르면,  욕루와 유루에서 견(見)을 따로 떼어낸 것은 견의 성질이 지극히 날카로워 폭류(瀑流) 즉 사나운 흐름 또는 폭포수 같은 흐름이라는 뜻에 적합하기 때문이다. 달리 말하면, 누(漏)로 욕루(欲漏) · 유루(有漏) · 무명루(無明漏)의 3루(三漏)를 설정하였을 뿐 견루(見漏)는 별도로 세우지 않은 이유는, 누(漏)는 생사의 바다 중에 머물게 한다는 뜻인데 견(見)은 이러한 뜻에 따르지 않을 뿐더러 그 성질 또한 지극히 날카롭기 때문이다. 그렇기 때문에 견루라는 독립된 그룹을 세우지 않고 다른 번뇌와 합하여 욕루 · 유루 · 무명루의 3루만을 설정하게 된 것이다.

### 유가사지론
대승불교의 유식유가행파의 논서 《유가사지론》 제89권에 따르면, 폭류(暴流)에는 욕폭류(欲暴流) · 유폭류(有暴流) · 견폭류(見暴流) · 무명폭류(無明暴流)의 4폭류(四暴流)가 있다.
《유가사지론》에 따르면, 욕폭류는 욕탐(欲貪) · 진(瞋) 등의 욕계에 속한 번뇌들에 대하여 수행자가 욕계의 상품(上品)의 번뇌들을 아직 끊지 못하고 아직 알지 못하였을 때 견(見)과 무명(無明)을 제외한 욕계의 번뇌들을 욕폭류(欲暴流)라고 한다. 나머지 유폭류(有暴流) · 견폭류(見暴流) · 무명폭류(無明暴流)도 이와 마찬가지로 각각 순서대로 유(有) · 견(見) · 무명(無明)의 뜻에 따라 정의된다.
즉, 욕계에서 아직 이욕(離欲)을 획득하지 못하였을 때 견(見)과 무명(無明)을 제외한 욕계의 번뇌들을 욕폭류라고 이름한다. 욕계에서 이욕(離欲)을 획득했을 때 남은 색계 · 무색계의 번뇌들 가운데 견(見)과 무명(無明)을 제외한 나머지를 유폭류라 이름한다. 그리고 견폭류는 모든 견(見) 즉 3계의 악견(惡見)을 하나로 모아 견폭류라고 이름한 것이다. 무명폭류는 3계의 악견(惡見)의 모든 인연(因緣) 즉 직접적 · 간접적 원인을 하나로 모아 무명폭류로 이름한 것이다.

### 집론·잡집론
대승불교의 유식유가행파의 논서 《집론》 제4권과 《잡집론》 제7권에 따르면, 폭류(暴流)에는 욕폭류(欲暴流) · 유폭류(有暴流) · 견폭류(見暴流) · 무명폭류(無明暴流)의 4폭류(四暴流)가 있다.
《집론》과 《잡집론》에 따르면, 폭류(暴流)는 수류표고(隨流漂鼓) 즉 유전연기의 흐름에 따라 떠내려가 휘둘리는 것을 뜻하는데, 이것은 잡염(雜染)에 수순(隨順)하기 때문에 즉 번뇌와 상응 또는 계합하기 때문에 일어나는 일이다.
4폭류는 욕구(欲求) · 유구(有求) · 범행구(梵行求)의 3구(三求)와 관련이 있으며, 그 내용은 다음과 같다.
첫 번째 욕폭류(欲暴流)는 욕구(欲求)와 관련이 있는데, 욕폭류는 욕구(欲求)를 훈습하는 번뇌를 통칭한다.
두 번째 유폭류(有瀑流)는 유구(有求)와 관련이 있는데, 유폭류는 유구(有求)를 훈습하는 번뇌를 통칭한다.
세 번째 견폭류(見暴流)와 네 번째 무명폭류(無明暴流)는 범행구(梵行求)와 관련이 있는데, 둘 다 사범행구(邪梵行求), 즉 그릇된 범행구(梵行求), 즉 8사행(八邪行)를 훈습하는 번뇌들이다. 견폭류는 이 번뇌들 가운데 능의(能依)의 번뇌들을 말하고 무명폭류는 소의(所依)의 번뇌들을 말한다. 즉, 사범행구(邪梵行求) 즉 8사행(八邪行)을 훈습함에 있어서, 견폭류 즉 그릇된 견해는 무명을 소의(발동근거)로 하여 일어나고, 일단 일어난 후에는 능동적으로 사범행구를 일으킨다. 달리 말하면, 무명은 부정견(不正見) 즉 악견(惡見)의 직접적 · 간접적 원인[因緣]이 되고, 이렇게 일어난 부정견으로 인해 전도(顛倒)된 형태의 해탈과 해탈방편을 추구(推求)하게 된다.

## 같이 보기
- 번뇌의 다른 이름
- 번뇌의 작용
- 번뇌의 분류
- 5주지번뇌
- 결(結) - 9결
- 박(縛) - 3박
- 사(使) - 10사
- 전(纏) - 8전 · 10전
- 누(漏) - 3루
- 폭류(暴流) - 4폭류
- 액(軛) - 4액
- 취(取) - 4취

## 참고 문헌
- 곽철환 (2003). 《시공 불교사전》. 시공사 / 네이버 지식백과. |title=에 외부 링크가 있음 (도움말)
- 무착 지음, 현장 한역, 이한정 번역 (K.572, T.1605). 《대승아비달마집론》. 한글대장경 검색시스템 - 전자불전연구소 / 동국역경원. K.572(16-157), T.1605(31-663). |title=에 외부 링크가 있음 (도움말)
- 미륵 지음, 현장 한역, 강명희 번역 (K.614, T.1579). 《유가사지론》. 한글대장경 검색시스템 - 전자불전연구소 / 동국역경원. K.570(15-465), T.1579(30-279). |title=에 외부 링크가 있음 (도움말)
- 세친 지음, 현장 한역, 권오민 번역 (K.955, T.1558). 《아비달마구사론》. 한글대장경 검색시스템 - 전자불전연구소 / 동국역경원. K.955(27-453), T.1558(29-1). |title=에 외부 링크가 있음 (도움말)
- 안혜 지음, 현장 한역, 이한정 번역 (K.576, T.1605). 《대승아비달마잡집론》. 한글대장경 검색시스템 - 전자불전연구소 / 동국역경원. K.576(16-228), T.1606(31-694). |title=에 외부 링크가 있음 (도움말)
- 운허.  동국역경원 편집, 편집. 《불교 사전》. |title=에 외부 링크가 있음 (도움말)
- 중현 지음, 현장 한역, 권오민 번역 (K.957, T.1563). 《아비달마장현종론》. 한글대장경 검색시스템 - 전자불전연구소 / 동국역경원. K.957(28-1), T.1563(29-777). |title=에 외부 링크가 있음 (도움말)
- (영어) DDB. 《Digital Dictionary of Buddhism (電子佛教辭典)》. Edited by A. Charles Muller. |title=에 외부 링크가 있음 (도움말)
- (중국어) 무착 조, 현장 한역 (T.1605). 《대승아비달마집론(大乘阿毘達磨集論)》. 대정신수대장경. T31, No. 1605, CBETA. |title=에 외부 링크가 있음 (도움말)
- (중국어) 미륵 조, 현장 한역 (T.1579). 《유가사지론(瑜伽師地論)》. 대정신수대장경. T30, No. 1579. CBETA. |title=에 외부 링크가 있음 (도움말)
- (중국어) 佛門網. 《佛學辭典(불학사전)》. |title=에 외부 링크가 있음 (도움말)
- (중국어) 星雲. 《佛光大辭典(불광대사전)》 3판. |title=에 외부 링크가 있음 (도움말)
- (중국어) 세친 조, 현장 한역 (T.1558). 《아비달마구사론(阿毘達磨俱舍論)》. 대정신수대장경. T29, No. 1558, CBETA. |title=에 외부 링크가 있음 (도움말)
- (중국어) 안혜 조, 현장 한역 (T.1606). 《대승아비달마잡집론(大乘阿毘達磨雜集論)》. 대정신수대장경. T31, No. 1606, CBETA. |title=에 외부 링크가 있음 (도움말)
- (중국어) 중현 조, 현장 한역 (T.1563). 《아비달마장현종론(阿毘達磨藏顯宗論)》. 대정신수대장경. T29, No. 1563, CBETA. |title=에 외부 링크가 있음 (도움말)